# Kaspar Boye Larsen
Kaspar Boye Larsen (født 10. marts 1975) er en dansk heavy metal bassist, der siden maj 2016 har spillet bas i det danske band Volbeat. Han har spillet med flere metalbands som bl.a. The Kandidate og Withering Surface.

## Karriere
I 1994 var Kaspar Boye Larsen et af de stiftende medlemmer af det melodiske dødsmetalband Withering Surface, som kommer fra Næstved. Gruppen eksisterede frem til 2004, og nåede at udgive fire albums. Sammen med guitaristen Allan Tvedebrink dannede Larsen herefter trash metalbandet The Downward Candidate, der senere skiftede navn til The Kandidate. Med denne gruppe har Larsen udgivet to studiealbums. Derudover sluttede han sig til death metalbandet Thorium, hvor han var med til at udgive albummet Feral Creation i 2008.
I april 2016 annoncerede heavy metalbandet Volbeat at Larsen skulle spille med dem på dere kommende turné i USA, idet gruppens tidligere bassist, Anders Kjølholm, havde valgt at forlade bandet i efteråret 2015. Allerede i 2006 havde Larsen spillet med gruppen på deres første turne i Europa. Hans pludselig deltagelse med gruppen i USA gjorde, at han måtte efterlade sin kone og nyfødte barn blot 12 timer efter fødslen.
Den 13. maj 2016 blev det offentliggjort via bandets hjemmeside, at Boye Larsen var blevet gruppens nye bassist, efter at hans optræden under koncerter i USA var en succes. Dette blev annonceret samtidig med en ny musikvideo til "The Devil's Bleeding Crown".

## Diskografi
med Withering Surface
- Scarlet Silhouettes (1997)
- The Nude Ballet (1998)
- Walking on Phantom Ice (2001)
- Force the Pace (2004)

med The Kandidate
- Distort & Confuse (2005, demo som The Downward Candidate)
- Until We Are Outnumbered (2010)
- Facing The Imminent Prospect of Death (2012)

Med Thorium
- Feral Creation (2008)

Med Volbeat
- Rewind, Replay, Rebound (2019)
- Servant of the Mind (2021)
- God of Angels Trust (2025)